# Schalwa Ogbaidse
Schalwa Ogbaidse (georgisch შალვა ოგბაიძე englisch Shalva Ogbaidze; * 1. August 2002) ist ein georgischer Fußballspieler.

## Karriere

### Verein
Nach seinen Anfängen in der Jugend des BFC Dynamo wechselte er im Sommer 2017 in die Jugendabteilung des 1. FC Magdeburg. Nachdem er für seinen Verein zu 22 Spielen in der B-Junioren-Bundesliga und zu neun Einsätzen in der A-Junioren-Bundesliga gekommen war, bei denen ihm insgesamt sechs Tore gelangen, erfolgte im Sommer 2020 sein Wechsel in die Jugendabteilung des FC Viktoria 1889 Berlin. Im Sommer 2021 erhielt er bei dem Drittligisten einen Profivertrag und rückte in die erste Mannschaft auf. Im Laufe der anschließenden Spielzeit kam er zumeist als Einwechselspieler insgesamt in 16 Drittliga-Spielen zum Einsatz, stieg mit der Mannschaft jedoch in die Regionalliga Nordost ab. Dort konnte er sich in der folgenden Spielzeit als Stammspieler durchsetzen.
Im Sommer 2023 verließ er die Berliner und wechselte zum niederländischen Zweitligisten FC Den Bosch.

### Nationalmannschaft
Zwischen 2017 und 2019 bestritt Ogbaidse für die U16-, U17 und die U18-Auswahl des georgischen Fußballverbandes insgesamt acht Länderspiele. 2022 wurde er erstmals in die georgische U21-Nationalmannschaft berufen und debütierte dort im September 2023.